# Cimeliidae
Cimeliidae (anteriormente conocida como Axiidae) es una familia de lepidópteros glosados cuyas relaciones dentro de la Macrolepidoptera son inciertos, pero en la actualidad representan la única familia en una superfamilia recientemente reconocida cuyos parientes más cercanos incluyen las mariposas, Callidulidae, Drepanidae, Geometroidea, Bombycoidea, Mimallonoidea, Lasiocampoidea y  Noctuoidea. Excepcionalmente, tienen un par de órganos en forma de bolsa en el séptimo espiráculo abdominal del adulto. Se trata de polillas coloridas bastante grandes y brillantes que se producen sólo en el sur de Europa y se alimenta en especies de Euphorbia. A veces se sienten atraídos por la luz.